# Verwaltungsgemeinschaft Nessetal
Die Verwaltungsgemeinschaft Nessetal lag im thüringischen Landkreis Gotha. In ihr hatten sich sechs Gemeinden zur Erledigung ihrer Verwaltungsgeschäfte zusammengeschlossen. Verwaltungssitz war in Sonneborn.

## Die Gemeinden
- Brüheim
- Ebenheim
- Friedrichswerth
- Haina
- Sonneborn
- Weingarten

## Geschichte
Die Verwaltungsgemeinschaft wurde am 1. Juni 1991 gegründet. Sonneborn wurde am 12. Mai 1995 aufgenommen. Die Auflösung erfolgte am 1. Januar 1997, bei sich die Gemeinden Brüheim, Friedrichswerth, Haina und Sonneborn der Verwaltungsgemeinschaft Mittleres Nessetal und die Gemeinden Ebenheim und Weingarten der Verwaltungsgemeinschaft Hörsel anschlossen.